# Харбі Шуро (1917—1918)
Харбі Шуро (тат. Хәрби Шуро) — збройні сили тюрко-мусульманського руху Росії у 1917—1918 рр. У перекладі з татарської означає «Військова рада».
Харбі Шуро підпорядковувалась Міллі Меджлісу, щи виник пізніше. До Харбі Шуро входили практично всі татаро-башкирські полки, що воювали на фронті Першої світової війни, або були розквартировані втилу. Засновником та лідером цієї структури був татарський дворянин — молодий офіцер Ільяс Алкін, що позиціонував себе як «меншовик-інтернаціоналіст». Його батько — адвокат Саїд-Гірей Алкін був членом ЦК партії «Іттіфак» та депутатом I скликання Держдуми. Члени військової ради були активними учасниками національно-визвольного руху татарського народу.
Харбі Шуро відіграла вирішальну роль у проголошенні Республіки Ідель-Урал, однак у вирішальну мить розходжень татар з більшовиками щодо принципу територіальної автономії, не змогла стати на захист цього політичного проєкту. Достатньо великі військові сили (20 тис. бійці), що дислокувалися у Казані і підпорядковувалися Харбі Шуро, було розагітовані червоними, і, як наслідок — оголосили нейтралітет в момент ліквідації Республіки Ідель-Урал.

## Формування
У березні 1917 року делегати від рот Казанського гарнізону ухвалили рішення про створення Казанського Мусульманського Військового Комітету, на чолі якого і став Ільяс Алкін.
23 березня 1917 року цей Комітет одноголосно ухвалив рішення про необхідність створення мусульманських військових частин і звернулася із відозвою до всіх воїнів-мусульман. Того ж дня було утворено відповідну комісію. 28 березня 1917 року на Казанській Мусульманській Військовій Раді була розглянута доповідь Ілляса Алкіна з пропозицією створити у внутрішніх губерніях Росії Татарський Військовий Округ, в якому служили б солдати-мусульмани (не лише татари), всіх територій, що до нього входять.
У цей час ідея націоналізації підрозділів російської армії набуває широкої популярності. На цьому етапі політичних трансформацій в Росії формування національних підрозділів ще не сприймалося Тимчасовим урядом як відвертий сепаратиський виклик. Навпаки, чимало представників командного складу російської армії звернули увагу на той факт, що національні, насамперед українізовані, підрозділи проявлять високу дисциплінованість і краще себе поводять на фронті. Значною мірою ці твердження можна було застосувати і до татарських підрозділів. 7 квітня 1917 року ліберальна газета «Йолдыз» (тат. «Зірка») надрукувала програмну статтю «Навіщо потрібні татарські полки?». У цій статті стверджувалось, що у Татарському Військовому Окрузі всі чиновники, починаючи з найнижчих і закінчуючи командуючим округом, мають бути мусульманами. Усі мусульмани Росії прямують «у військові частині всередині Татарського Військового Округу». Будь-який офіцер з татар «повинен мати можливість вирушити на службу до цього Військового Округу». Офіційною мовою Округу оголошувалась татарська. Округ мав об'єднати усі роди військ та військові навчальні заклади.
На пропозицію Ілляса Алкіна, з'їзд одноголосно прийняв ухвалу про створення мусульманських військових частин. Для координації цієї роботи вже по всій території країни була створена Тимчасова мусульманська військова рада з 12 осіб. Ільяса Алкіна було обрано її очільником. Початковим ядром для цієї організації стало неформальне об'єднання студентів-татар Петрограда «Татар учагы» (тат. «Татарське вогнище»), що діяло ще до революції.
Після закінчення з'їзду Тимчасова мусульманська військова рада виїхала до Казані, де й розгорнулася її подальша робота зі створення мусульманських військових формувань. Оскільки мусульмани загалом, й татари зокрема, не мали власного видання, через які Тимчасова мусульманська військова рада могла б пропагувати свої ідеї, рада відкриває власні ЗМІ — газету «Безнең тавыш» (тат. «Наш голос») та «Известия Всероссийского мусульманского военного шуро».
З'їзд (17-26 липня 1917) обрав постійно діючу раду — Всеросійську мусульманську Військову Раду (Харбі Шуро) на чолі з І.Алкіним. Мусульманські військові частини мали стати гарантією реалізації права мусульманських народів на своє самовизначення. У своєму виступі на з'їзді Ільяс Алкін говорив: «Нам потрібні національні полки для того, щоб на наші національні завоювання ніхто не спокушався, нам потрібні ці полки, щоб дати можливість нашій нації здійснити свої національні сподівання».
За активну участь у ліквідації заколоту генерала Л. Г. Корнілова Тимчасовий уряд у вересні 1917 р. дозволив Харбі Шуро створювати в армії мусульманські військові формування, і ісламізувати до січня 1918 р. кілька тилових запасних полків.
З ініціативи Харбі Шуро було сформовано:
- 1-й мусульманський стрілецький полк у місті Оренбург;
- 2-й мусульманський стрілецький полк у місті Уфа;
- 6-й мусульманський стрілецький полк у місті Белебей;
- зводногвардійський полк у Петрограді;
- 2 мусульманські батальйони у Фінляндії та кілька дрібніших з'єднань.
- Організовано понад 300 мусульманських військових комітетів при полках, дивізіях, корпусах, арміях, фронтах, гарнізонах, округах[5].

## Жовтневий переворот та взаємини із більшовиками
Харбі Шуро була створена паралельно Радам і, що найважливіше, присягнула на вірність Національному Парламенту — Міллі Меджлісу, керівництво якого було налаштоване вкрай негативно до радянської влади. Сам Жовтневий заколот почався в Казані на добу раніше від Петроградських подій — вже 6 листопада 1917 року. Татарські більшовики активно агітували у мусульманських військових частинах, і тому солдати-татари виступили за Ради робітничих та солдатських депутатів. Ільяс Алкін хоч і негативно сприйняв Жовтневий переворот — все ж недооцінив його і не вжив жодних активних контр-заходів як в Казані, так і в цілому Ідель-Уралі.
Наступного дня, 8 листопада 1917 року, загальні збори Харбі Шуро розпочалися о 5 годині вечора, коли вже був зрозумілий остаточний результат заколоту. Ільяс Алкін у своєму виступі згадав, що досі Харбі Шуро діяло відповідно до рішень I Всеросійського мусульманського військового з'їзду і підтримувала Тимчасовий уряд — тепер же, в умовах що склалися, вона не може йти далі цим шляхом. Для того, щоб визначитися з новою стратегією подальших дій в умовах, що змінилися, було вирішено скликати II Всеросійський мусульманський військовий з'їзд. Тобто до з'їзду Харбі Шуро мала зберегти нейтралітет щодо військових подій і до радянських органів влади. Щодо особистої позиції, то Алкін заявив, що не вірить у здатність нової революційної влади утримати владу та реалізувати свої обіцянки — укладання миру, своєчасне скликання Установчих зборів, передача землі селянам.
Один із членів керівництва Харбі Шуро, більшовик Каміль Якубов, запропонував відкрито підтримати радянський уряд. Зрештою, після бурхливих дискусій більшістю голосів було прийнято резолюцію з привітанням Жовтневої революції та органів радянської влади. Завдяки цьому двох представників Харбі Шуро було запрошено на розширені збори Казанської Ради робітничих, солдатських та селянських депутатів, де К.Якубов, як представник Харбі Шуро, був обраний до губернського Революційного комітету.
На виборах до Установчих Зборів, що відбулися в листопаді 1917 року, Ільяс Алкін пройшов за загальним коаліційним списком «Мусульманського соціалістичного комітету» (МСК), лідером якого був більшовик Мулланур Вахітов. Сам Мулланур Вахітов пропустив попереду списку Ілляса Алкіна, який свою партійну приналежність визначив як меншовик-інтернаціоналіст.
Наприкінці грудня 1917 року колегія з реалізації проекту штату «Ідель-Урал», створена з числа депутатів Національного Парламенту (Міллі Меджліс), переїхала з Уфи до Казані.
Напередодні мусульманського військового з'їзду було розігнано Установчі Збори (на рішення яких особливо розраховував Ільяс Алкін). Однак більшість татарських соладтів та офіцерів симпатизували більшовикам. Так, 7 січня 1918 року, розквартований у Казані 95-й полк (10 тис. солдатів, 30 офіцерів) на чолі з командиром Акрамом Бігловим (колишній депутат 2-ї Думи від Уфимської губернії) офіційно підтримав радянську владу.
II Всеросійський мусульманський військовий з'їзд розпочав свою роботу 8 січня і завершився 3 березня 1918 року. У його роботі брали участь 203 делегати: 97 так званих «національних» соціалістів, 24 есери, 22 більшовики, 13 лівих есерів, 8 незалежних соціалістів, 1 анархіст, 38 безпартійних. Етнічний склад: 141 делегат — татари, 35 — башкири, кілька марійських та ерзянських представники. Також були представники Української Центральної Ради, а також литовського, польського та білоруського національних рухів. З'їзд проходив у нинішній будівлі Казанського Будинку офіцерів.
31 грудня 1917 р. Міллі Меджліс в Уфі не наважився проголосити територіальну автономію, остерігаючись, що цей крок не буде підриманий народними масами, а відтак «залишиться на папері». Основні питання, що розглядалися на з'їзді — формування штату Ідель-Урал та національних збройних сил.
Під час проголошення штату найважливішим залишалося питання участі в цьому політичному проєкті башкир. І під час обговорення питання автономії (головний доповідач — голова мусульманського військового комітету Київської ВО, член Харбі Шуро, прапорщик Ю.Музафаров,) після довгих переговорів, було ухвалено резолюцію: створити автономну Ідель-Уральську Радянську Республіку, що входить до складу РФРР; створити її Законодавчі Збори; до їх скликання утворити Тимчасовий уряд республіки як виконавчий орган РНК на пропорційній основі; вжити всіх заходів до захисту інтересів солдатів, робітників та селян. Також передбачалося, що якщо неможливо створити Ідель-Уральський штат, то треба забезпечити створення окремої башкирської автономії, надавши башкирам в цьому допомогу. Було вирішено, що створення Башкирської автономії аж ніяк не суперечить створенню Ідель-Уралу, і ця автономія просто увійде до її складу. Тому члени башкирського національного руху також увійшли до складу Харбі Шуро (наприклад, майбутній голова Духовного управління мусульман Башкурдистану Мансур Халіков). Також З'їзд ухвалив резолюцію, яка схвалює розпуск Установчих Зборів.
У підсумковому рішенні з'їзду було прописано:
1. У проєктованому Ідель-Уральському штаті, як у центрі, так і на місцях, має бути Радянська влада, організована на національно-пропорційних засадах, яка б відображала інтереси робітників, солдатів і селян.
2. Для утворення вищої влади у штаті має бути скликаний з'їзд Рад, який із свого середовища виділяє для управління штатом Центральний виконавчий комітет солдатських, робітничих та селянських депутатів та Раду народних комісарів.
3. Будь-які замахи на цілісність штату та на вищу робітничо-солдатсько-селянську владу (штату) повинні бути докорінно придушені всіма збройними силами штату.

Також на з'їзді обговорювалося, що доки що йде національне будівництво, слід продовжити формування військових частин — аж до національних армій. Тобто саме мусульманські військові частини мали стати гарантією створення територіальних автономій для мусульманських народів — 5 штатів (республік) у Криму, Середній Азії, Поволжі, на Кавказі та в Казахстані.
Водночас усередині з'їзду стався ідейний розкол стосовно радянської влади. Соціалісти та комуністи всіляко намагалися дезорганізувати роботу з'їзду. Для запобігання призначеного на 15 лютого (1 березня) 1918 р. проголошення Штату Ідель-Урал Казанська рада солдатських, робітничих і селянських депутатів заарештувала керівництво ІІ мусульманського військового з'їзду та лідерів Харбі Шуро. У місті було запроваджено воєнний стан.
Керівництво Харбі Шуро було звільнено під усні гарантії не проголошувати штат Ідель-Урал до скликання Установчого з'їзду Рад Робітників, солдатських та селянських депутатів цієї території. Проте, Харбі Шуро, зрештою відмовилась виконати ці умови. Увечері того ж дня, 28 лютого 1918 р., під головуванням Ільяса Алкіна з'їзд (засідання якого було перенесено до татарської частини міста) вирішив, незважаючи ні на що, проголосити, як і планувалося, 1 березня Республіку Ідель-Урал. Республіка проіснувала менша місяця, і була остаточно ліквідована вже наприкінці березня. У розгоні Республіки Ідель-Урал (в російській сторіографії її зневажливо названо «Забулачною республікою» — за назвою району Казані, де її було проголошено) брали участь мусульманські частини Казанського гарнізону та загін матросів із Петрограда. Харбі Шуро, за розпорядженням Раднаркому від 24 березня 1918 року, було ліквідовано.